# Kaiserin von Blandings
Die Kaiserin von Blandings (Originalname: Empress of Blandings) ist ein fiktives Mastschwein, das in einer Reihe von Erzählungen und Romanen des britisch-amerikanischen Schriftstellers P. G. Wodehouse eine Rolle spielt. Sie gehört dem zerstreuten Lord Emsworth, der Schweine als Leidenschaft entdeckt, nachdem er lange versucht hat, preisgekrönte Kürbisse zu züchten. Zu seinem Stolz wird das enorm große und fette Berkshire-Schwein  mehrfach in der Kategorie „Mastschwein“ auf der örtlichen landwirtschaftlichen Ausstellung von Shropshire ausgezeichnet. Ihr Erfolg auf der Ausstellung, aber auch die Möglichkeit, Lord Emsworth damit zu erpressen, führt mehrfach dazu, dass die Kaiserin von Blandings zum Opfer von Entführung wird.
Die Kaiserin von Blandings spielt erstmals eine Rolle in dem 1929 veröffentlichten Roman Sommerliches Schlossgewitter. Erwähnung findet sie noch in dem 1977 herausgegebenen Romanfragment Sunset at Blandings, an dem Wodehouse zum Zeitpunkt seines Todes arbeitete.

## Lord Emsworth und seine Schweinehüter
Zu Lord Emsworths Lieblingsbeschäftigungen gehört es, still an der Einfriedung der Komfortbehausung seines geliebten Mastschweines zu sitzen und den lauten Fressgeräuschen oder den tiefen, regelmäßigen Atemzügen zu lauschen, wenn es schläft. Kann er nicht in seiner Nähe sein, setzt er sich mit Werken wie „Die Pflege von Schweinen in guten und in schlechten Tagen“ auseinander. Seine friedvolle Existenz wird nicht nur ständig von Verwandten durcheinander gebracht:

„Es gab da eine Schlange in seinem Garten Eden, ein welkes Blatt auf seinem Rosenbeet, ein Sandkorn im Spinat seines Gemüts. Er erfreute sich bester Gesundheit..., eines großen Einkommens und eines erstklassigen ererbten Besitzes mit Kieswegen in einer idyllischen Parklandschaft und mit allem modernen Komfort, aber dieser ganze Segen wurde null und nichtig gemacht, dass die reine Luft des Distrikts, in dem er lebte, durch die Anwesenheit eines Mannes vom Schlage Sir Gregory Parsloes vergiftet wurde – eines Mannes, der, davon war er überzeugt, Böses plante gegen jenes ruhmreiche Schwein, die Kaiserin von Blandings.“

Im Verlauf der Romanserie, die auf Blandings Castle spielt, vertraut Lord Emsworth die Betreuung der Kaiserin einer Reihe sehr unterschiedlicher Schweinehüter an. Die meisten von ihnen riechen ausgesprochen streng nach Schwein.
- Der schielende George Cyril Wellbeloved ist der erste, dem die Betreuung der Kaiserin von Blandings anvertraut wird. Er stellt sich als leicht unzuverlässig heraus – nicht nur ist er dem Alkohol zugeneigt, ihm fehlt auch jegliche Loyalität zu seinem adeligen Brotgeber. So wechselt er zeitweilig in das Lager von Sir Gregory Parsloe-Parsloe, der ihn allerdings in Sorge um seinen Erfolg auf der nächsten landwirtschaftlichen Ausstellung auf Alkoholentzug setzt[5], kehrt nach Blandings zurück und verrät Lord Emsworth schließlich erneut.
- James Pirbright ist der Schweinehüter in den Romanen Sommerliches Schloßgewitter und Seine Lordschaft und das Schwein. Er betreut die Kaiserin höchst zuverlässig und tritt potentiellen Schweineentführern mit Entschiedenheit entgegen. Allerdings wandert er nach Kanada aus.[6]
- Edwin Pott ist ein älterer, gnomhafter Mann, dessen Geruch nach Schwein so intensiv ist, dass er bereits aus der Ferne wahrgenommen wird[7] und dessen Sprache nahezu unverständlich ist. Seine Frage „Was machen Sie da?“ ist nur als unverständliches „Wah mahni na?“ zu vernehmen.[8] P. G. Wodehouse gibt dafür unterschiedliche Gründe an: In Schwein oder Nichtschwein ist an dem Sprachfehler ein fehlendes Gaumendach schuld, in Vollmond über Blandings Castle ist es ein fehlendes Gebiss. Unabhängig von der Ursache seines Sprachfehlers kann er sich nach einem Gewinn im Fußballtoto ins Privatleben zurückziehen.[9]
- Mit Monica Simmons wird auf Drängen Lord Emworths energischer Schwester Lady Constance Keeple auch eine Schweinehüterin eingestellt. Sie ist ein großes, junges weibliches Wesen, das wie ein Freistilringer aussieht, Tochter eines Landpfarrers ist und das ihr anvertraute kostbare Tier respektlos als Marzipanschweinchen bezeichnet.[10] Schlimmer noch, sie stellt sich auch noch als Nichte von Sir Gregory Parsloe-Parsloe heraus, dem Gegenspieler von Lord Emsworth um die Auszeichnungen auf der landwirtschaftlichen Ausstellung in Shropshire. Sie ist jedoch insgesamt eine verlässliche Pflegerin des wertvollen Tieres und übernimmt ihren Posten nach ihrem Auftritt in Schwein oder Nichtschwein ein zweites Mal in dem Roman Reichtum schützt vor Liebe nicht, um schließlich mit einem der Neffen von Lord Emsworth durchzubrennen.
- Cuthbert Price ersetzt Monika Simmons zwischenzeitlich in dem Roman Ein Pelikan im Schloss.

## Abenteuer
In der Kurzgeschichte „Pig-hoo-o-o-o-ey“ wird die Kaiserin von Blandings das erste Mal in einer Erzählung von P. G. Wodehouse erwähnt. Sie trauert um ihren Schweinehüter Wellbeloved, der eine Weile im Gefängnis sitzen muss. Ihr zunehmender Gewichtsverlust macht Lord Emsworth große Sorgen, denn der Termin der landwirtschaftlichen Ausstellung in Shrewsbury naht. Es findet sich jedoch in James Belford ein Schweineflüsterer, der sie mit einer speziellen Ruftechnik wieder dazu bringt, sich ihrem Fresstrog zu nähern, und erstmals wird sie mit der Silbernen Medaille, dem ersten Preis der landwirtschaftlichen Ausstellung, ausgezeichnet.
Wenig später verlässt Wellbeloved die Dienste von Lord Emsworth, um bei Sir Gregory Parsloe-Parsloe anzuheuern, dessen eigenes Mastschwein, der Stolz von Matchingham, ebenfalls in der Kategorie Mastschwein um den Preis der landwirtschaftlichen Ausstellung konkurrieren wird. Jedoch berichtet die Kurzgeschichte Ein Mann für Gertrude davon, dass diese Tat nicht ganz ungestraft bleibt. Lord Emsworth sorgt dafür, dass die Pfarrstelle von Matchingham Hall mit Rupert Bingham besetzt wird, in seiner aufdringlichen Hilfsbereitschaft ein sehr anstrengender Pfarrer.
In Sommerliches Schlossgewitter wird die Kaiserin von Blandings erstmals entführt. Ronnie Fish, der den Zorn seines Onkels Lord Emsworth auf sich gezogen hat, weil er mit Tennisbällen gegen den Rücken des Tieres warf, ist der erste, der sich ihrer habhaft macht. Er ist davon überzeugt, dass er im Ansehen bei Lord Emsworth wieder steigen wird, wenn er das Tier „wiederfindet“. So lebt das Schwein zeitweilig in der Hütte eines Wildhüters und wird dort von Butler Beach versorgt, der in zahlreichen der Romane und Erzählungen an der Seite der Nichten und Neffen seines Brotgebers steht.
In Seine Lordschaft und das Schwein findet die Kaiserin von Blandings in ihrem Trog auch die skandalösen Erinnerungen des Ehrenwerten Galahad Threepwood, die pflichtgemäß von ihr verzehrt werden. Sie verhindert damit die Veröffentlichung der skandalösen Memoiren des Bruders von Lord Emsworth, eines lebenslustigen Junggesellen und stets gern gesehenen Gastes in Varietés, auf Rennplätzen und in allen Restaurants, wo etwas los ist. Wenig später befindet sie sich im Kofferraum von Ronnie Fish, der mit ihrer Entführung droht, sollte Lord Emsworth ihn nicht mit hinreichenden Mitteln versorgen, damit er durchbrennen kann. Sowohl der Galahad als auch Lord Emsworth vermuten jedoch hinter allem die Machenschaften ihres steten Gegenspielers Sir Gregory Parsloe-Parsloe.
In Onkels Erwachen wird sie erneut entführt und diesmal vom Herzog von Dunstable in einem Badezimmer versteckt. Sie befreit sich selber erfolgreich, nachdem Lord Bonham in ihrer Nähe ein Gewehr abfeuert.
In Vollmond über Blandings Castle wird Bill Lister gleich zwei Mal engagiert, um ein Porträt der preisgekrönten Sau anzufertigen. Das Porträt ist umstritten – Lord Emsworths Schwester Lady Constance hält ein Porträt des Schweins für Geldverschwendung. Dagegen findet Lord Emsworths Bruder Galahad, dass die Kaiserin von Blanding eine Aufnahme in die Ahnengalerie von Blandings Castle sehr wohl verdient habe, ist sie doch die einzige in der Familie, die es jemals zu Ruhm gebracht hat. Auch in diesem Roman bleibt es der Kaiserin nicht vergönnt, es sich in ihrem Stall behaglich zu machen. Sie wird im Schlafzimmer von Veronica Wedge, Lord Emsworths schönster Nichte, eingesperrt, und trägt so dazu bei, dass Veronica Wedge sich mit dem Millionär verlobt, auf den sie ein Auge geworfen hat. Wenig später findet sich die Kaiserin von Blandings in Matchingham Hall wieder, dem Landsitz von Sir Gregory Parsloe-Parsloe. Die beiden Konkurrenten um die höchste Auszeichnung auf der landwirtschaftlichen Ausstellung in Shropshire haben sich gegenseitig das Schwein gestohlen. Sie wird frühzeitig genug wiederentdeckt, um schließlich das dritte Mal den ersten Preis auf dieser Ausstellung zu gewinnen.
In Stets zu Diensten narrt eine Gruppe von Jugendlichen sie mit einer Kartoffel, die an einem Bindfaden befestigt ist, und der Herzog von Dunstable versucht, sie erneut zu entführen. Er plant, sie an Lord Tilbury zu verkaufen. Onkel Fred ist es, der hier den Entführungsversuch verhindert.
In Reichtum schützt vor Liebe nicht ist es der hinterhältige Huxley Winkworth, der die Kaiserin von Blandings als fettleibig diagnostiziert und plant, sie zu befreien und ihr ein bisschen Freigang zu verschaffen. Als es ihm schließlich gelingt, die stets wachsame Monica Simmons zu überlisten, muss er feststellen, dass die Kaiserin von Blandings an einem Kater leidet: Wilfred Allsop hat versehentlich am Tag zuvor einen Flachmann voll Whiskey in ihren Trog entleert. Die missgelaunte Kaiserin beißt Winkworth in den Finger. Lord Emsworths Befürchtung, dass sein kostbares Tier sich dadurch eine Infektion zugezogen hat, erweist sich als grundlos.
In Sunset at Blandings, Wodehouses letztem, nicht vollendeten, Roman wird ein Handlungsstrang aufgegriffen, der schon in Vollmond über Blandings Castle eine Rolle spielte: Eine der zahlreichen Nichten von Lord Emsworth hat ihr Herz an einen mittellosen jungen Mann verloren, der von Galahad Threepwood unter dem Vorwand nach Blandings Castle gebracht wird, er werde das Porträt des preisgekrönten Mastschweins malen.

## Romane und Erzählungen, in denen die Kaiserin von Blandings vorkommt
- Summer Lightning (1929); deutscher Titel: Sommerliches Schlossgewitter
- Heavy Weather (1933); deutscher Titel: Seine Lordschaft und das Schwein (übersetzt von Christiane Trabant-Rommel); Sein und Schwein
- „Pig-hoo-o-o-o-ey“ (1927), Kurzgeschichte. In Buchform in Blandings Castle and Elsewhere, 1935, erschienen. Deutscher Titel Herr auf Schloß Blandings
- Company for Gertrude (1928), Kurzgeschichte. Deutscher Titel: Ein Mann für Gertrude. In Buchform in Blandings Castle and Elsewhere, 1935, erschienen. Deutscher Titel Herr auf Schloß Blandings
- Uncle Fred in the Springtime; deutscher Titel: Schloss Blandings im Sturm der Gefühle
  - Neu aufgelegt: Onkels Erwachen, neu übersetzt von Thomas Schlachter, Edition Epoca, Zürich 2010 ISBN 978-3-905513-53-0
- Lord Emsworth and the Girl Friend
- Full Moon; deutscher Titel: Vollmond über Blandings Castle
- Pigs Have Wings; deutscher Titel: Schwein oder Nichtschwein
- Service with a Smile (1961); deutscher Titel: Stets zu Diensten
- Galahad at Blandings (1965); deutscher Titel: Reichtum schützt vor Liebe nicht
- A Pelican at Blandings (1969); deutscher Titel: Ein Pelikan im Schloss
- Sunset at Blandings – an dem Roman arbeitete Wodehouse, als er 1975 starb. Das Romanfragment wurde 1977 von Richard Usborne herausgegeben und enthält die detaillierten Notizen von Wodehouse, wie die erneuten Verwicklungen auf Blandings Castle sich ins Gute wenden.
- Professor van Dusen läßt die Sau raus, Hörspiel von Michael Koser, RIAS 1988, verwendet das Motiv. Das Schwein ist eine dreifach preisgekrönte Berkshire-Aristokratin namens Marquise.

## Einzelbelege
1. ↑  P. G. Wodehouse: Der Kürbis. Kurzgeschichte, Ersterscheinungsjahr 1924.
2. ↑  Donaldson: P. G. Wodehouse: A Biography. S. 351.
3. ↑  P. G. Wodehouse: Vollmond über Blandings Castle. S. 16
4. ↑  P. G. Wodehouse: Schwein oder Nichtschwein. S. 6
5. ↑  P. G. Wodehouse: Schwein oder Nichtschwein
6. ↑  P. G. Wodehouse: Schwein oder Nichtschwein, S. 12.
7. ↑  P. G. Wodehouse: Vollmond über Blandings Castle, S. 194.
8. ↑  P. G. Wodehouse: Vollmond über Blandings Castle. S. 192
9. ↑  P. G. Wodehouse: Schwein oder Nichtschwein, S. 13.
10. ↑  P. G. Wodehouse: Schwein oder Nichtschwein, S. 12.
11. ↑  P. G. Wodehouse: Vollmond über Blandings Castle, S. 50.
12. ↑  P. G. Wodehouse: Vollmond über Blandings Castle, S. 146.
13. ↑  Usborne: Plum Sauce. A P. G. Wodehouse Companion. S. 207.